# Svjetsko prvenstvo u motociklizmu 1950. – 350cc
Svjetsko prvenstvo u motociklizmu u klasi 350cc za 1950. godinu je osvojio britanski vozač Bob Foster na motociklu proizvođača Velocette. 

## Raspored utrka i osvajači postolja
1950. godine je bilo na rasporedu 6 trkačih vikenda Svjetskog prvenstva, te su na svima vožene utrke u klasi 350cc.
| rb | datum              | staza                        | utrka          | službeni naziv utrke                                                  | pole poz. | motocikl | naj.krug     | motocikl  | pobjednik     | motocikl  | drugoplasirani | motocikl  | trećeplasirani | motocikl  | izvj.                                               |
| -- | ------------------ | ---------------------------- | -------------- | --------------------------------------------------------------------- | --------- | -------- | ------------ | --------- | ------------- | --------- | -------------- | --------- | -------------- | --------- | --------------------------------------------------- |
| 1  | 7. lipnja 1950.    | Snaefell Mountain            | Tourist Trophy | 32 th Isle of Man Tourist Trophy                                      |           |          | Artie Bell   | Norton    | Artie Bell    | Norton    | Geoff Duke     | Norton    | Harold Daniell | Norton    | [ 1 ] [ 2 ] [ 3 ] [ 4 ] [ 5 ] [ 6 ] [ 7 ] [ 8 ]     |
| 2  | 2. srpnja 1950.    | Spa-Francorchamps            | VN Belgije     | Grand Prix de Belgique des Motos / Grote Prijs van Belgie voor Moto's |           |          | Artie Bell   | Norton    | Bob Foster    | Velocette | Artie Bell     | Norton    | Geoff Duke     | Norton    | [ 1 ] [ 2 ] [ 3 ] [ 4 ] [ 9 ] [ 10 ] [ 11 ] [ 12 ]  |
| 3  | 8. srpnja 1950.    | Assen                        | VN Nizozemske  | Grote Prys van Nederland der K.N.M.V                                  |           |          | Bob Foster   | Velocette | Bob Foster    | Velocette | Geoff Duke     | Norton    | Bill Lomas     | Velocette | [ 1 ] [ 2 ] [ 3 ] [ 4 ] [ 13 ] [ 14 ] [ 15 ]        |
| 4  | 23. srpnja 1950.   | Geneva (Circuit des Nations) | VN Švicarske   | G. Prix Suisse                                                        |           |          | Bob Foster   | Velocette | Leslie Graham | AJS       | Bob Foster     | Velocette | Geoff Duke     | Norton    | [ 1 ] [ 2 ] [ 3 ] [ 4 ] [ 16 ] [ 17 ] [ 18 ] [ 19 ] |
| 5  | 19. kolovoza 1950. | Belfast – Clady              | VN Ulstera     | Ulster Grand Prix                                                     |           |          | Bob Foster   | Velocette | Bob Foster    | Velocette | Reg Armstrong  | Velocette | Harry Hinton   | Norton    | [ 1 ] [ 2 ] [ 3 ] [ 4 ] [ 20 ] [ 21 ] [ 22 ] [ 23 ] |
| 6  | 10. rujna 1950.    | Monza                        | VN Nacija      | 28º Gran Premio delle Nazioni                                         |           |          | Harry Hinton | Norton    | Geoff Duke    | Norton    | Leslie Graham  | AJS       | Harry Hinton   | Norton    | [ 1 ] [ 2 ] [ 3 ] [ 4 ] [ 24 ] [ 25 ] [ 26 ] [ 27 ] |

1. startna pozicija (eng. pole position) – kao statistika se broji od 1974. godine, dotad nije službeno dijeljena, te je ovisila o pojedinim stazama i utrkama 

Tourist Trophy - za TT utrku je klasa nazvana Junior TT 

VN Nizozemske - također navedena kao Dutch TT, odnosno kao TT Assen 

VN Ulstera - zbog velike duljine staze, sve četiri klase (500cc, 350cc, 250cc, 125cc) su se utrkivali istovremeno, sa startovima u razmaku od minute za svaku klasu 

## Poredak za vozače
Sustav bodovanja
Bodove je osvajalo prvih 6 vozača u utrci. Od ukupnog broja osvojenih bodova, u poretku su vozaču stavljeni bodovi iz 4 utrke s najboljim plasmanom. 
| pozicija u utrci | 1. | 2. | 3. | 4. | 5. | 6. |
| bodovi           | 8  | 6  | 4  | 3  | 2  | 1  |

## Poredak za konstruktore
Sustav bodovanja
Bodove za proizvođača osvaja najbolje plasirani motocikl proizvođača među prvih 6 u utrci. Od ukupnog broja osvojenih bodova, u poretku su konstruktoru stavljeni bodovi iz 4 utrke s najboljim plasmanom. 
| pozicija u utrci | 1. | 2. | 3. | 4. | 5. | 6. |
| bodovi           | 8  | 6  | 4  | 3  | 2  | 1  |

"Velocette"' prvak u poretku konstruktora. 
| mj. | konstruktor | bodova u poretku | (ukupno bodova) |
| --- | ----------- | ---------------- | --------------- |
| 1.  | Velocette   | 30               | (32)            |
| 2.  | Norton      | 28               | (36)            |
| 3.  | AJS         | 20               |                 |

 u ljestvici konstruktori koji su osvojili bodove u prvenstvu 

## Vanjske poveznice
- (engl.) motogp.com
- (fr.) racingmemo.free.fr, LES CHAMPIONNATS DU MONDE DE VITESSE MOTO
- (fr.) pilotegpmoto.com, wayback
- (nizoz.) jumpingjack.nl, Alle Grand-Prix uitslagen en bijzonderheden, van 1973 (het jaar dat Jack begon met racen) tot heden., wayback
- (engl.) motorsport-archive.com, World 350ccm Championship :: Overview, wayback
- (engl.) the-sports.org, Moto - 350cc - Prize list
- (engl.) motorsporttop20.com, Motorcycle Championships
- (njem.) de.wikipedia.org, Motorrad-Weltmeisterschaft 1950
- (nizoz.) nl.wikipedia.org, Wereldkampioenschap wegrace 1950
- (tal.) it.wikipedia.org, Risultati del motomondiale 1950